# Tsawlaw
Tsawlaw är en kommun i Myanmar. Den ligger i delstaten Kachin och distriktet Myitkyina i den norra delen av landet, 800 km norr om huvudstaden Naypyidaw. Antalet invånare i kommunen utgjorde 6 518 vid folkräkningen 2014.